# 伍德維爾 (北卡羅萊納州珀奎曼斯縣)
伍德維爾（英語：Woodville）是位於美國北卡羅萊納州珀奎曼斯縣的非建制地區。

## 歷史
伍德維爾的郵局於1820年設立，其後於1910年停運。

## 地理
伍德維爾所處的海拔為高於海平面1米（即3英呎），而該地所採用的時區為UTC-5，即北美东部时区（EST）。同時該地設有夏令時間，為UTC-5調快一小時，即UTC-4（EDT）。